# فرديناند أفيناريوس
فرديناند أفيناريوس (بالألمانية: Ferdinand Avenarius) (و. 1856 – 1923 م) هو كاتب، وشاعر ألماني، ولد في برلين، توفي عن عمر يناهز 67 عاماً.

## روابط خارجية
- فرديناند أفيناريوس على موقع ديسكوغز (الإنجليزية)